# Arianna (film 2015)
Arianna è un film italiano del 2015 diretto da Carlo Lavagna.

## Trama
Arianna è una diciannovenne che non ha ancora avuto il suo primo ciclo mestruale, nonostante le cure ormonali che segue da anni. Con l'arrivo dell'estate, i genitori decidono di andare nel casale sul lago di Bolsena, dove Arianna aveva vissuto fino ai tre anni e dove non era mai tornata. La cosa riporta a galla antiche memorie, tanto che Arianna decide di rimanere anche quando i genitori devono rientrare in città.
Con il passare lento del tempo comincia a indagare sul proprio passato e, grazie anche all'incontro con la giovane cugina Celeste, così diversa e femminile rispetto a lei, e con Martino, con il quale ha una relazione, Arianna si trova a confrontarsi definitivamente con la vera natura della propria sessualità. All'insaputa dei genitori, si sottopone a un esame in ospedale: scopre la sua intersessualità, provocata da un deficit dell'enzima 5α-reduttasi, e che a tre anni era stata evirata per volere dei genitori. Scioccata, contrariata dal silenzio e dalla decisione dei genitori, riesce comunque ad accettarsi e a trovare la serenità.

## Distribuzione
Presentato al Festival di Venezia 2015 alle Giornate degli autori, il film è uscito nelle sale italiane il 24 settembre 2015, distribuito dall'Istituto Luce Cinecittà.

## Riconoscimenti
- 2016 - David di Donatello
  - Candidatura a Miglior regista esordiente a Carlo Lavagna
- 2016 - Nastro d'argento
  - Candidatura a Miglior regista esordiente a Carlo Lavagna
  - Candidatura a Miglior attrice non protagonista a Valentina Carnelutti
- 2016 - Globo d'oro
  - Miglior attrice a Ondina Quadri
  - Candidatura a Miglior opera prima a Carlo Lavagna
  - Candidatura a Miglior sceneggiatura a Carlo Lavagna, Carlo Salsa e Chiara Barzini